# República do Congo (Léopoldville)
República do Congo (em francês:  République du Congo) ou Congo-Léopoldville foi um Estado fundado após a independência concedida ao antigo Congo Belga, em 1960. O nome pós-independência do país permaneceu até 1.º de agosto de 1964, quando foi alterado para República Democrática do Congo a fim de distinguir-se da denominação da vizinha República do Congo (Congo-Brazavile), o antigo Congo francês. O período entre 1960 e 1965 é conhecido como Primeira República do Congo, enquanto a atual República Democrática do Congo é a Terceira República.
Motins e rebelião assolaram o governo até 1965, quando o tenente-general Mobutu Sese Seko, então comandante-em-chefe do exército nacional, tomou o controle do país. Em 1971, Mobutu mudou o nome do país para Zaire e se manteve presidente até 1997.